# Eisschnelllauf-Weltcup 2018/19
Der ISU-Eisschnelllauf-Weltcup 2018/19 (offiziell: ISU World Cup Speed Skating 2018/19) war eine von der ISU organisierte Wettkampfserie für Eisschnellläufer und wurde für Frauen und Männer an verschiedenen Stationen in mehreren Ländern ausgetragen. Der Weltcup begann am 16. November 2018 in Obihiro und endete am 10. März 2019 in Salt Lake City.

## Weltcupkalender
| Datum             | Ort                 | Veranstaltung                     |
| ----------------- | ------------------- | --------------------------------- |
| 16.11.–18.11.2018 | Obihiro             | Weltcup                           |
| 23.11.–25.11.2018 | Tomakomai           | Weltcup                           |
| 07.12.–09.12.2018 | Tomaszów Mazowiecki | Weltcup                           |
| 14.12.–16.12.2018 | Heerenveen          | Weltcup                           |
| 11.01.–13.01.2019 | Klobenstein         | Mehrkampfeuropameisterschaften    |
| 01.02.–03.02.2019 | Hamar               | Weltcup                           |
| 07.02.–10.02.2019 | Inzell              | Einzelstreckenweltmeisterschaften |
| 23.02.–24.02.2019 | Heerenveen          | Sprintweltmeisterschaft           |
| 02.03.–03.03.2019 | Calgary             | Mehrkampfweltmeisterschaft        |
| 09.03.–10.03.2019 | Salt Lake City      | Weltcup                           |

## Wettbewerbe

### Frauen

#### Weltcup-Übersicht
| Datum                                                                  | Ort                 | Disziplin      | Sieger                                                        | Zweiter                                                          | Dritter                                                          |
| ---------------------------------------------------------------------- | ------------------- | -------------- | ------------------------------------------------------------- | ---------------------------------------------------------------- | ---------------------------------------------------------------- |
| 16. November 2018                                                      | Obihiro             | 500 m          | Nao Kodaira                                                   | Vanessa Herzog                                                   | Maki Tsuji                                                       |
| 16. November 2018                                                      | Obihiro             | Teamverfolgung | JapanNana Takagi Miho Takagi Ayano Satō                       | NiederlandeIreen Wüst Lotte van Beek Joy Beune                   | RusslandJewgenija Lalenkowa Natalja Woronina Jelisaweta Kaselina |
| 17. November 2018                                                      | Obihiro             | 1500 m         | Brittany Bowe                                                 | Miho Takagi                                                      | Jekaterina Schichowa                                             |
| 17. November 2018                                                      | Obihiro             | 500 m          | Nao Kodaira                                                   | Vanessa Herzog                                                   | Olga Fatkulina                                                   |
| 17. November 2018                                                      | Obihiro             | Massenstart    | Nana Takagi                                                   | Irene Schouten                                                   | Kim Bo-reum                                                      |
| 18. November 2018                                                      | Obihiro             | 1000 m         | Vanessa Herzog                                                | Miho Takagi                                                      | Nao Kodaira                                                      |
| 18. November 2018                                                      | Obihiro             | 3000 m         | Esmee Visser                                                  | Natalja Woronina                                                 | Martina Sáblíková                                                |
| 18. November 2018                                                      | Obihiro             | Teamsprint     | RusslandJekaterina Schichowa Olga Fatkulina Angelina Golikowa | JapanMaki Tsuji Nao Kodaira Konami Soga                          | NiederlandeJanine Smit Femke Beuling Jutta Leerdam               |
| 23. November 2018                                                      | Tomakomai           | 500 m          | Nao Kodaira                                                   | Vanessa Herzog                                                   | Darja Katschanowa                                                |
| 23. November 2018                                                      | Tomakomai           | Teamverfolgung | JapanNana Takagi Miho Takagi Ayano Satō                       | KanadaIvanie Blondin Isabelle Weidemann Kerri Morrison           | RusslandJewgenija Lalenkowa Natalja Woronina Jelisaweta Kaselina |
| 24. November 2018                                                      | Tomakomai           | 1500 m         | Ireen Wüst                                                    | Miho Takagi                                                      | Brittany Bowe                                                    |
| 24. November 2018                                                      | Tomakomai           | 500 m          | Nao Kodaira                                                   | Vanessa Herzog                                                   | Brittany Bowe                                                    |
| 24. November 2018                                                      | Tomakomai           | Massenstart    | Kim Bo-reum                                                   | Francesca Lollobrigida                                           | Ivanie Blondin                                                   |
| 25. November 2018                                                      | Tomakomai           | 1000 m         | Nao Kodaira                                                   | Brittany Bowe                                                    | Vanessa Herzog                                                   |
| 25. November 2018                                                      | Tomakomai           | 3000 m         | Isabelle Weidemann                                            | Martina Sáblíková                                                | Francesca Lollobrigida                                           |
| 25. November 2018                                                      | Tomakomai           | Teamsprint     | NiederlandeJanine Smit Johanna Letitia de Jong Jutta Leerdam  | ItalienFrancesca Lollobrigida Noemi Bonazza Francesca Bettrone   | KanadaKaylin Irvine Heather McLean Ivanie Blondin                |
| 7. Dezember 2018                                                       | Tomaszów Mazowiecki | 500 m          | Vanessa Herzog                                                | Olga Fatkulina                                                   | Darja Katschanowa                                                |
| 7. Dezember 2018                                                       | Tomaszów Mazowiecki | 1000 m         | Brittany Bowe                                                 | Miho Takagi                                                      | Darja Katschanowa                                                |
| 7. Dezember 2018                                                       | Tomaszów Mazowiecki | Teamverfolgung | JapanNana Takagi Miho Takagi Ayano Satō                       | RusslandJewgenija Lalenkowa Natalja Woronina Jelisaweta Kaselina | KanadaIvanie Blondin Isabelle Weidemann Kerri Morrison           |
| 8. Dezember 2018                                                       | Tomaszów Mazowiecki | 1500 m         | Miho Takagi                                                   | Ireen Wüst                                                       | Brittany Bowe                                                    |
| 8. Dezember 2018                                                       | Tomaszów Mazowiecki | 500 m          | Vanessa Herzog                                                | Olga Fatkulina                                                   | Brittany Bowe                                                    |
| 9. Dezember 2018                                                       | Tomaszów Mazowiecki | 5000 m         | Esmee Visser                                                  | Isabelle Weidemann                                               | Natalja Woronina                                                 |
| 9. Dezember 2018                                                       | Tomaszów Mazowiecki | Teamsprint     | JapanMiho Takagi Konami Soga Ayano Satō                       | RusslandJekaterina Schichowa Olga Fatkulina Angelina Golikowa    | NiederlandeIreen Wüst Johanna Letitia de Jong Femke Beuling      |
| 15. Dezember 2018                                                      | Heerenveen          | 500 m          | Nao Kodaira                                                   | Vanessa Herzog                                                   | Brittany Bowe                                                    |
| 15. Dezember 2018                                                      | Heerenveen          | 1500 m         | Ireen Wüst                                                    | Brittany Bowe                                                    | Jekaterina Schichowa                                             |
| 15. Dezember 2018                                                      | Heerenveen          | Massenstart    | Nana Takagi                                                   | Irene Schouten                                                   | Ayano Satō                                                       |
| 16. Dezember 2018                                                      | Heerenveen          | 1000 m         | Brittany Bowe                                                 | Miho Takagi                                                      | Jekaterina Schichowa                                             |
| 16. Dezember 2018                                                      | Heerenveen          | 3000 m         | Antoinette de Jong                                            | Isabelle Weidemann                                               | Martina Sáblíková                                                |
| Mehrkampfeuropameisterschaften in Klobenstein, 11. bis 13. Januar 2019 |                     |                |                                                               |                                                                  |                                                                  |
| 1. Februar 2019                                                        | Hamar               | 3000 m         | Martina Sáblíková                                             | Natalja Woronina                                                 | Maryna Sujewa                                                    |
| 2. Februar 2019                                                        | Hamar               | 500 m          | Nao Kodaira                                                   | Vanessa Herzog                                                   | Angelina Golikowa                                                |
| 2. Februar 2019                                                        | Hamar               | 1000 m         | Brittany Bowe                                                 | Nao Kodaira                                                      | Lotte van Beek                                                   |
| 3. Februar 2019                                                        | Hamar               | 500 m          | Vanessa Herzog                                                | Angelina Golikowa                                                | Olga Fatkulina                                                   |
| 3. Februar 2019                                                        | Hamar               | 1500 m         | Brittany Bowe                                                 | Lotte van Beek                                                   | Joy Beune                                                        |
| Einzelstreckenweltmeisterschaften in Inzell, 7. bis 10. Februar 2019   |                     |                |                                                               |                                                                  |                                                                  |
| Sprintweltmeisterschaft in Heerenveen, 23. und 24. Februar 2019        |                     |                |                                                               |                                                                  |                                                                  |
| Mehrkampfweltmeisterschaft in Calgary, 2. und 3. März 2019             |                     |                |                                                               |                                                                  |                                                                  |
| 9. März 2019                                                           | Salt Lake City      | 500 m          | Nao Kodaira                                                   | Vanessa Herzog                                                   | Angelina Golikowa                                                |
| 9. März 2019                                                           | Salt Lake City      | 1000 m         | Brittany Bowe                                                 | Miho Takagi                                                      | Nao Kodaira                                                      |
| 9. März 2019                                                           | Salt Lake City      | 3000 m         | Martina Sáblíková                                             | Esmee Visser                                                     | Natalja Woronina                                                 |
| 10. März 2019                                                          | Salt Lake City      | 500 m          | Nao Kodaira                                                   | Olga Fatkulina                                                   | Vanessa Herzog                                                   |
| 10. März 2019                                                          | Salt Lake City      | 1500 m         | Miho Takagi                                                   | Brittany Bowe                                                    | Jekaterina Schichowa                                             |
| 10. März 2019                                                          | Salt Lake City      | Massenstart    | Irene Schouten                                                | Kim Bo-reum                                                      | Ivanie Blondin                                                   |

#### 500 Meter
Endstand
| Rang | Name              | Land                | Punkte |
| ---- | ----------------- | ------------------- | ------ |
| 1    | Vanessa Herzog    | Österreich          | 708    |
| 2    | Nao Kodaira       | Japan               | 600    |
| 3    | Olga Fatkulina    | Russland            | 587    |
| 4    | Angelina Golikowa | Russland            | 566    |
| 5    | Brittany Bowe     | Vereinigte Staaten  | 510    |
| 6    | Darja Katschanowa | Russland            | 492    |
| 7    | Maki Tsuji        | Japan               | 446    |
| 8    | Konami Soga       | Japan               | 426    |
| 9    | Kim Hyun-yung     | Südkorea            | 401    |
| 10   | Jin Jingzhu       | Volksrepublik China | 398    |

#### 1000 Meter
Endstand
| Rang | Name                 | Land                | Punkte |
| ---- | -------------------- | ------------------- | ------ |
| 1    | Brittany Bowe        | Vereinigte Staaten  | 397    |
| 2    | Miho Takagi          | Japan               | 310    |
| 3    | Nao Kodaira          | Japan               | 298    |
| 4    | Vanessa Herzog       | Österreich          | 277    |
| 5    | Darja Katschanowa    | Russland            | 256    |
| 6    | Olga Fatkulina       | Russland            | 251    |
| 7    | Jekaterina Schichowa | Russland            | 243    |
| 8    | Ireen Wüst           | Niederlande         | 236    |
| 9    | Li Qishi             | Volksrepublik China | 234    |
| 10   | Letitia de Jong      | Niederlande         | 222    |

#### 1500 Meter
Endstand
| Rang | Name                 | Land               | Punkte |
| ---- | -------------------- | ------------------ | ------ |
| 1    | Brittany Bowe        | Vereinigte Staaten | 378    |
| 2    | Miho Takagi          | Japan              | 331    |
| 3    | Ireen Wüst           | Niederlande        | 303    |
| 4    | Lotte van Beek       | Niederlande        | 273    |
| 5    | Jekaterina Schichowa | Russland           | 264    |
| 6    | Melissa Wijfje       | Niederlande        | 237    |
| 7    | Jewgenija Lalenkowa  | Russland           | 236    |
| 8    | Joy Beune            | Niederlande        | 224    |
| 9    | Natalia Czerwonka    | Polen              | 216    |
| 10   | Ida Njåtun           | Norwegen           | 213    |

#### 3000/5000 Meter
Endstand
| Rang | Name                | Land        | Punkte |
| ---- | ------------------- | ----------- | ------ |
| 1    | Martina Sáblíková   | Tschechien  | 370    |
| 2    | Esmee Visser        | Niederlande | 343    |
| 3    | Natalja Woronina    | Russland    | 335    |
| 4    | Isabelle Weidemann  | Kanada      | 322    |
| 5    | Ivanie Blondin      | Kanada      | 272    |
| 6    | Maryna Sujewa       | Belarus     | 266    |
| 7    | Melissa Wijfje      | Niederlande | 239    |
| 8    | Jewgenija Lalenkowa | Russland    | 224    |
| 9    | Claudia Pechstein   | Deutschland | 220    |
| 10   | Reina Anema         | Niederlande | 210    |

#### Massenstart
Endstand
| Rang | Name                   | Land                | Punkte |
| ---- | ---------------------- | ------------------- | ------ |
| 1    | Kim Bo-reum            | Südkorea            | 478    |
| 2    | Irene Schouten         | Niederlande         | 456    |
| 3    | Francesca Lollobrigida | Italien             | 414    |
| 4    | Ivanie Blondin         | Kanada              | 380    |
| 5    | Nana Takagi            | Japan               | 362    |
| 6    | Ayano Satō             | Japan               | 346    |
| 7    | Claudia Pechstein      | Deutschland         | 322    |
| 8    | Melissa Wijfje         | Niederlande         | 278    |
| 9    | Li Dan                 | Volksrepublik China | 270    |
| 10   | Elena Møller Rigas     | Dänemark            | 270    |

#### Teamverfolgung
Endstand
| Rang | Land                | Punkte |
| ---- | ------------------- | ------ |
| 1    | Japan               | 360    |
| 2    | Russland            | 300    |
| 3    | Kanada              | 290    |
| 4    | Niederlande         | 280    |
| 5    | Italien             | 236    |
| 6    | Polen               | 232    |
| 7    | Volksrepublik China | 200    |
| 8    | Südkorea            | 144    |
| 9    | Vereinigte Staaten  | 72     |
| 10   | Norwegen            | 68     |

#### Teamsprint
Endstand
| Rang | Land                | Punkte |
| ---- | ------------------- | ------ |
| 1    | Russland            | 314    |
| 2    | Niederlande         | 312    |
| 3    | Japan               | 308    |
| 4    | Italien             | 274    |
| 5    | Kanada              | 252    |
| 6    | Volksrepublik China | 230    |
| 7    | Norwegen            | 212    |
| 8    | Südkorea            | 144    |
| 9    | Polen               | 72     |
| 10   | Vereinigte Staaten  | 64     |

### Männer

#### Weltcup-Übersicht
| Datum                                                                  | Ort                 | Disziplin      | Sieger                                                                   | Zweiter                                                                  | Dritter                                                           |
| ---------------------------------------------------------------------- | ------------------- | -------------- | ------------------------------------------------------------------------ | ------------------------------------------------------------------------ | ----------------------------------------------------------------- |
| 16. November 2018                                                      | Obihiro             | 500 m          | Håvard Holmefjord Lorentzen                                              | Pawel Kulischnikow                                                       | Tatsuya Shinhama                                                  |
| 16. November 2018                                                      | Obihiro             | Teamverfolgung | RusslandAlexander Rumjanzew Danila Semerikow Sergei Trofimow             | NiederlandeDouwe de Vries Marcel Bosker Chris Huizinga                   | NorwegenHåvard Bøkko Sverre Lunde Pedersen Simen Spieler Nilsen   |
| 17. November 2018                                                      | Obihiro             | 1500 m         | Denis Juskow                                                             | Kjeld Nuis                                                               | Patrick Roest                                                     |
| 17. November 2018                                                      | Obihiro             | 500 m          | Pawel Kulischnikow                                                       | Ryōhei Haga                                                              | Håvard Holmefjord Lorentzen                                       |
| 17. November 2018                                                      | Obihiro             | Massenstart    | Andrea Giovannini                                                        | Simon Schouten                                                           | Um Cheon-ho                                                       |
| 18. November 2018                                                      | Obihiro             | 1000 m         | Pawel Kulischnikow                                                       | Kjeld Nuis                                                               | Thomas Krol                                                       |
| 18. November 2018                                                      | Obihiro             | 5000 m         | Patrick Roest                                                            | Alexander Rumjanzew                                                      | Marcel Bosker                                                     |
| 18. November 2018                                                      | Obihiro             | Teamsprint     | NiederlandeMichel Mulder Kjeld Nuis Kai Verbij                           | NorwegenHåvard Holmefjord Lorentzen Bjørn Magnussen Henrik Fagerli Rukke | KanadaAntoine Gélinas-Beaulieu Laurent Dubreuil Christopher Fiola |
| 23. November 2018                                                      | Tomakomai           | 500 m          | Tatsuya Shinhama                                                         | Yuma Murakami                                                            | Jan Smeekens                                                      |
| 23. November 2018                                                      | Tomakomai           | Teamverfolgung | NiederlandeDouwe de Vries Marcel Bosker Patrick Roest                    | NorwegenHåvard Bøkko Sverre Lunde Pedersen Simen Spieler Nilsen          | JapanRyōsuke Tsuchiya Seitaro Ichinohe Shane Williamson           |
| 24. November 2018                                                      | Tomakomai           | 1500 m         | Kjeld Nuis                                                               | Patrick Roest                                                            | Thomas Krol                                                       |
| 24. November 2018                                                      | Tomakomai           | 500 m          | Tatsuya Shinhama                                                         | Wiktor Muschtakow                                                        | Yuma Murakami                                                     |
| 24. November 2018                                                      | Tomakomai           | Massenstart    | Wital Michajlau                                                          | Um Cheon-ho                                                              | Bart Swings                                                       |
| 25. November 2018                                                      | Tomakomai           | 1000 m         | Kjeld Nuis                                                               | Kai Verbij                                                               | Thomas Krol                                                       |
| 25. November 2018                                                      | Tomakomai           | 5000 m         | Bart Swings                                                              | Sverre Lunde Pedersen                                                    | Patrick Roest                                                     |
| 25. November 2018                                                      | Tomakomai           | Teamsprint     | RusslandAlexei Jessin Wiktor Muschtakow Ruslan Muraschow                 | NiederlandeKjeld Nuis Kai Verbij Dai Dai Ntab                            | KanadaAntoine Gélinas-Beaulieu Laurent Dubreuil Christopher Fiola |
| 7. Dezember 2018                                                       | Tomaszów Mazowiecki | 500 m          | Pawel Kulischnikow                                                       | Ryōhei Haga                                                              | Håvard Holmefjord Lorentzen                                       |
| 7. Dezember 2018                                                       | Tomaszów Mazowiecki | 1000 m         | Pawel Kulischnikow                                                       | Kai Verbij                                                               | Håvard Holmefjord Lorentzen                                       |
| 7. Dezember 2018                                                       | Tomaszów Mazowiecki | Teamverfolgung | JapanRyōsuke Tsuchiya Seitaro Ichinohe Shane Williamson                  | NorwegenHåvard Bøkko Sverre Lunde Pedersen Sindre Henriksen              | RusslandAlexander Rumjanzew Danila Semerikow Sergei Trofimow      |
| 8. Dezember 2018                                                       | Tomaszów Mazowiecki | 1500 m         | Denis Juskow                                                             | Seitaro Ichinohe                                                         | Kim Min-seok                                                      |
| 8. Dezember 2018                                                       | Tomaszów Mazowiecki | 500 m          | Pawel Kulischnikow                                                       | Tatsuya Shinhama                                                         | Yuma Murakami                                                     |
| 9. Dezember 2018                                                       | Tomaszów Mazowiecki | 10.000 m       | Marcel Bosker                                                            | Alexander Rumjanzew                                                      | Danila Semerikow                                                  |
| 9. Dezember 2018                                                       | Tomaszów Mazowiecki | Teamsprint     | NorwegenHåvard Holmefjord Lorentzen Bjørn Magnussen Henrik Fagerli Rukke | NiederlandeMichel Mulder Kai Verbij Dai Dai Ntab                         | RusslandAlexei Jessin Ruslan Muraschow Wiktor Muschtakow          |
| 15. Dezember 2018                                                      | Heerenveen          | 500 m          | Pawel Kulischnikow                                                       | Tsubasa Hasegawa                                                         | Yuma Murakami                                                     |
| 15. Dezember 2018                                                      | Heerenveen          | 1500 m         | Thomas Krol                                                              | Joey Mantia                                                              | Patrick Roest                                                     |
| 15. Dezember 2018                                                      | Heerenveen          | Massenstart    | Um Cheon-ho                                                              | Chung Jae-won                                                            | Bart Swings                                                       |
| 16. Dezember 2018                                                      | Heerenveen          | 1000 m         | Kjeld Nuis                                                               | Pawel Kulischnikow                                                       | Denis Juskow                                                      |
| 16. Dezember 2018                                                      | Heerenveen          | 5000 m         | Danila Semerikow                                                         | Patrick Roest                                                            | Sven Kramer                                                       |
| Mehrkampfeuropameisterschaften in Klobenstein, 11. bis 13. Januar 2019 |                     |                |                                                                          |                                                                          |                                                                   |
| 1. Februar 2019                                                        | Hamar               | 5000 m         | Sverre Lunde Pedersen                                                    | Alexander Rumjanzew                                                      | Ted-Jan Bloemen                                                   |
| 2. Februar 2019                                                        | Hamar               | 500 m          | Pawel Kulischnikow                                                       | Kim Jun-ho                                                               | Dai Dai Ntab                                                      |
| 2. Februar 2019                                                        | Hamar               | 1000 m         | Kai Verbij                                                               | Thomas Krol                                                              | Kjeld Nuis                                                        |
| 3. Februar 2019                                                        | Hamar               | 500 m          | Pawel Kulischnikow                                                       | Ruslan Muraschow                                                         | Kim Jun-ho                                                        |
| 3. Februar 2019                                                        | Hamar               | 1500 m         | Denis Juskow                                                             | Håvard Bøkko                                                             | Kim Min-seok                                                      |
| Einzelstreckenweltmeisterschaften in Inzell, 7. bis 10. Februar 2019   |                     |                |                                                                          |                                                                          |                                                                   |
| Sprintweltmeisterschaft in Heerenveen, 23. und 24. Februar 2019        |                     |                |                                                                          |                                                                          |                                                                   |
| Mehrkampfweltmeisterschaft in Calgary, 2. und 3. März 2019             |                     |                |                                                                          |                                                                          |                                                                   |
| 9. März 2019                                                           | Salt Lake City      | 500 m          | Pawel Kulischnikow                                                       | Tatsuya Shinhama                                                         | Yuma Murakami                                                     |
| 9. März 2019                                                           | Salt Lake City      | 1000 m         | Kjeld Nuis                                                               | Thomas Krol                                                              | Kai Verbij                                                        |
| 9. März 2019                                                           | Salt Lake City      | 5000 m         | Patrick Roest                                                            | Marcel Bosker                                                            | Ted-Jan Bloemen                                                   |
| 10. März 2019                                                          | Salt Lake City      | 500 m          | Tatsuya Shinhama                                                         | Cha Min-kyu                                                              | Yuma Murakami                                                     |
| 10. März 2019                                                          | Salt Lake City      | 1500 m         | Kjeld Nuis                                                               | Thomas Krol                                                              | Denis Juskow                                                      |
| 10. März 2019                                                          | Salt Lake City      | Massenstart    | Ryosuke Tsuchiya                                                         | Wital Michajlau                                                          | Simon Schouten                                                    |

#### 500 Meter
Endstand
| Rang | Name                        | Land     | Punkte |
| ---- | --------------------------- | -------- | ------ |
| 1    | Pawel Kulischnikow          | Russland | 630    |
| 2    | Tatsuya Shinhama            | Japan    | 594    |
| 3    | Håvard Holmefjord Lorentzen | Norwegen | 498    |
| 4    | Ryōhei Haga                 | Japan    | 492    |
| 5    | Yuma Murakami               | Japan    | 481    |
| 6    | Cha Min-kyu                 | Südkorea | 452    |
| 7    | Ruslan Muraschow            | Russland | 451    |
| 8    | Kim Jun-ho                  | Südkorea | 449    |
| 9    | Wiktor Muschtakow           | Russland | 422    |
| 10   | Tsubasa Hasegawa            | Japan    | 416    |

#### 1000 Meter
Endstand
| Rang | Name                        | Land               | Punkte |
| ---- | --------------------------- | ------------------ | ------ |
| 1    | Kjeld Nuis                  | Niederlande        | 342    |
| 2    | Kai Verbij                  | Niederlande        | 304    |
| 3    | Pawel Kulischnikow          | Russland           | 303    |
| 4    | Thomas Krol                 | Niederlande        | 298    |
| 5    | Håvard Holmefjord Lorentzen | Norwegen           | 297    |
| 6    | Nico Ihle                   | Deutschland        | 242    |
| 7    | Joel Dufter                 | Deutschland        | 236    |
| 8    | Wiktor Muschtakow           | Russland           | 228    |
| 9    | Denis Juskow                | Russland           | 220    |
| 10   | Joey Mantia                 | Vereinigte Staaten | 219    |

#### 1500 Meter
Endstand
| Rang | Name                  | Land               | Punkte |
| ---- | --------------------- | ------------------ | ------ |
| 1    | Denis Juskow          | Russland           | 319    |
| 2    | Kim Min-seok          | Südkorea           | 279    |
| 3    | Kjeld Nuis            | Niederlande        | 274    |
| 4    | Seitaro Ichinohe      | Japan              | 263    |
| 5    | Thomas Krol           | Niederlande        | 259    |
| 6    | Allan Dahl Johansson  | Norwegen           | 255    |
| 7    | Joey Mantia           | Vereinigte Staaten | 249    |
| 8    | Håvard Bøkko          | Norwegen           | 238    |
| 9    | Sverre Lunde Pedersen | Norwegen           | 229    |
| 10   | Sindre Henriksen      | Norwegen           | 227    |

#### 5000/10.000 Meter
Endstand
| Rang | Name                  | Land        | Punkte |
| ---- | --------------------- | ----------- | ------ |
| 1    | Alexander Rumjanzew   | Russland    | 322    |
| 2    | Marcel Bosker         | Niederlande | 320    |
| 3    | Sverre Lunde Pedersen | Norwegen    | 317    |
| 4    | Patrick Roest         | Niederlande | 282    |
| 5    | Patrick Beckert       | Deutschland | 270    |
| 6    | Danila Semerikow      | Russland    | 210    |
| 7    | Ted-Jan Bloemen       | Kanada      | 249    |
| 8    | Sergei Trofimow       | Russland    | 245    |
| 9    | Jordan Belchos        | Kanada      | 235    |
| 10   | Andrea Giovannini     | Italien     | 231    |

#### Massenstart
Endstand
| Rang | Name              | Land               | Punkte |
| ---- | ----------------- | ------------------ | ------ |
| 1    | Um Cheon-ho       | Südkorea           | 535    |
| 2    | Bart Swings       | Belgien            | 502    |
| 3    | Ruslan Sacharow   | Russland           | 434    |
| 4    | Livio Wenger      | Schweiz            | 420    |
| 5    | Ryōsuke Tsuchiya  | Japan              | 410    |
| 6    | Simon Schouten    | Niederlande        | 406    |
| 7    | Chris Huizinga    | Niederlande        | 387    |
| 8    | Wital Michajlau   | Belarus            | 377    |
| 9    | Joey Mantia       | Vereinigte Staaten | 371    |
| 10   | Andrea Giovannini | Italien            | 348    |

#### Teamverfolgung
Endstand
| Rang | Land        | Punkte |
| ---- | ----------- | ------ |
| 1    | Norwegen    | 312    |
| 2    | Russland    | 302    |
| 3    | Japan       | 302    |
| 4    | Niederlande | 296    |
| 5    | Kanada      | 246    |
| 6    | Italien     | 228    |
| 7    | Südkorea    | 224    |
| 8    | Kasachstan  | 198    |
| 9    | Belarus     | 190    |
| 10   | Polen       | 186    |

#### Teamsprint
Endstand
| Rang | Land                | Punkte |
| ---- | ------------------- | ------ |
| 1    | Niederlande         | 336    |
| 2    | Norwegen            | 304    |
| 3    | Russland            | 296    |
| 4    | Kanada              | 256    |
| 5    | Polen               | 208    |
| 6    | Volksrepublik China | 172    |
| 7    | Südkorea            | 166    |
| 8    | Deutschland         | 152    |
| 9    | Japan               | 148    |
| 10   | Kasachstan          | 140    |